# Inezia
Inezia es un género de aves paseriformes perteneciente a la familia Tyrannidae que agrupa a especies originarias de América del Sur cuyas áreas de distribución se encuentran entre la costa caribeña de Colombia y Venezuela hasta el noroeste de Argentina. A sus miembros se les conoce por el nombre común de piojitos o tiranuelos.

## Etimología
El nombre genérico femenino «Inezia» conmemora a Enriqueta Inez Cherrie (1898-1943) hija del ornitólogo estadounidense autor del género George Kruck Cherrie.

## Características
Las aves de este género son pequeños y diversificados tiránidos midiendo entre 9 y 11,5 cm de longitud, que habitan en matorrales y bordes de bosques. La especie tenuirostris se parece con Camptostoma obsoletum; inornata es muy similar a Serpophaga subcristata; mientras que caudata y subflava recuerdan mucho a los Stigmatura.

## Lista de especies
Según las clasificaciones del Congreso Ornitológico Internacional (IOC) y Clements Checklist/eBird, agrupa a las siguientes especies, con el respectivo nombre común de acuerdo a la Sociedad Española de Ornitología (SEO):
| Imagen | Nombre científico   | Autor                         | Nombre común      | Estado de conservación | Distribución |
| ------ | ------------------- | ----------------------------- | ----------------- | ---------------------- | ------------ |
|        | Inezia tenuirostris | (Cory), 1913                  | piojito picofino  | LC                     |              |
|        | Inezia inornata     | (Salvadori), 1897             | piojito picudo    | LC                     |              |
|        | Inezia subflava     | (P.L. Sclater & Salvin), 1873 | piojito pantanero | LC                     |              |
|        | Inezia caudata      | (Salvin), 1897                | piojito coludo    | LC                     |              |

## Taxonomía
El presente género es probablemente polifilético de acuerdo a Fitzpatrick (2004).
Los amplios estudios genético-moleculares realizados por Tello et al. (2009) descubrieron una cantidad de relaciones novedosas dentro de la familia Tyrannidae que todavía no están reflejadas en la mayoría de las clasificaciones. Siguiendo estos estudios, Ohlson et al. (2013) propusieron dividir Tyrannidae en cinco familias. Según el ordenamiento propuesto, Inezia permanece en Tyrannidae, en una subfamilia Elaeniinae Cabanis & Heine, 1859-60, en una tribu Euscarthmini Ihering, 1904, junto a Stigmatura, Camptostoma, Euscarthmus, Ornithion, parte de Phyllomyias, Zimmerius y Mecocerculus (excluyendo Mecocerculus leucophrys).